# Йооб, Мартон
Мартон Йооб (венг. Joób Márton; 24 июня 1982, Сегед) — венгерский гребец-каноист, выступал за сборную Венгрии на всём протяжении 2000-х годов. Участник летних Олимпийских игр в Афинах, трёхкратный чемпион мира, серебряный и бронзовый призёр чемпионатов Европы, победитель многих регат национального и международного значения.

## Биография
Мартон Йооб родился 24 июня 1982 года в Сегеде. Активно заниматься греблей начал с раннего детства, проходил подготовку в спортивных клубах Szegedi Vasutas Sportegyesület и Démasz-Szeged.
Первого серьёзного успеха на взрослом международном уровне добился в 2003 году, когда попал в основной состав венгерской национальной сборной и побывал на чемпионате мира в американском Гейнсвилле, откуда привёз награду золотого достоинства, выигранную в зачёте четырёхместных каноэ на дистанции 1000 метров. Благодаря череде удачных выступлений удостоился права защищать честь страны на летних Олимпийских играх 2004 года в Афинах — стартовал здесь в одиночках на пятистах метрах, дошёл до финальной стадии, однако в решающем заезде финишировал лишь седьмым.
После афинской Олимпиады Йооб остался в основном составе гребной команды Венгрии и продолжил принимать участие в крупнейших международных регатах. Так, в 2006 году он выиграл серебряную медаль на европейском первенстве в чешском Рачице и бронзовую медаль на домашнем мировом первенстве в Сегеде — обе медали в четвёрках на дистанции 200 метров. Год спустя добавил в послужной список бронзовую награду, полученную на чемпионате Европы в испанской Понтеведре, тогда как на чемпионате мира в немецком Дуйсбурге одержал победу в обеих дисциплинах, в которых принимал участие, в зачёте каноэ-четвёрок на двухстах и пятистах метрах. Последний раз показал сколько-нибудь значимые результаты на международной арене в сезоне 2008 года, когда взял два серебра на европейском первенстве в Милане — в четвёрках на двухсотметровой и полукилометровой дистанциях. Вскоре по окончании этих соревнований принял решение завершить карьеру профессионального спортсмена, уступив место в сборной молодым венгерским гребцам.